# Adonxs
Adonxs (pronunciato Adonis; əˈdɒnɪs), pseudonimo di Adam Pavlovčin (Myjava, 13 settembre 1995), è un cantautore, ballerino e attivista slovacco, ex membro della band alternativa britannica Pace.

Firma di Adonxs

Ha rappresentato la Repubblica Ceca all'Eurovision Song Contest 2025 con l'inedito Kiss Kiss Goodbye.

## Biografia

### Origini e formazione
Nato a Myjava e cresciuto a Senica, è figlio dell'acclamata artista visiva Monika Sabo, mentre suo patrigno, Marián Sabo, è un paramedico. Non ha rapporti con suo padre biologico. Anche sua sorella Radka, attrice e cantante, si è successivamente stabilita a Praga. Ha praticato karate da bambino ed è un fan del programma statunitense RuPaul's Drag Race. Ha mostrato fin da piccolo un interesse per il canto e la danza, ispirato dalla sorella maggiore. Seguendo le sue orme, ha fatto parte di un gruppo di danza giovanile, ha preso lezioni di canto e ha iniziato a studiare pianoforte. Tuttavia, durante l'adolescenza, ha vissuto un cambiamento significativo della voce dovuto alla pubertà, passando da un registro di tenore a un basso profondo. Questo cambiamento lo ha portato ad abbandonare il canto.
Concentrandosi esclusivamente sulla danza, nel corso degli anni ha vinto il campionato slovacco nelle discipline di street dance dell'International Dance Organization (IDO) per cinque volte, sia nelle categorie junior che in quelle adulte. A 15 anni si è allontanato dalla famiglia per frequentare il Liceo Bilingue C.S. Lewis a Bratislava, prendendo anche lezioni di recitazione presso il teatro New Scene nel tempo libero. A 16 anni ha firmato un contratto con un'agenzia di moda.
Solo in seguito, ha riscoperto il canto e si è trasferito a Praga per ricevere una formazione classica sotto la guida della rinomata cantante lirica Hana Pecková. Nella capitale boema ha lavorato come artista freelance per un anno, prima di trasferirsi a Londra per intraprendere una carriera musicale.
Studente presso l'Istituto Britannico e Irlandese di Musica Moderna di Londra, ha conseguito la laurea in composizione e musicalità creativa con il massimo dei voti. Per finanziare le spese universitarie, ha svolto diversi impieghi, tra cui quelli di barista, babysitter, insegnante di musica e modello.

### Carriera
Al liceo, Pavlovčin ha fondato con il compagno di classe Adrián Čermák il gruppo musicale Pace. Dopo essersi trasferito a Londra, al duo si sono aggiunti un chitarrista monegasco e un batterista greco. All'inizio del 2018, la band ha pubblicato il suo EP di debutto, Keeper, un'opera alternativa in chiave pop barocco, con elementi di orchestra sinfonica. L'anno successivo hanno pubblicato il singolo Hunt Me Down e, nel 2020, Fallen. Tuttavia, a causa della pandemia di COVID-19 e della chiusura dei locali musicali, Pavlovčin si è trasferito di nuovo a Praga, dove nel 2021 ha intrapreso una carriera solista.
Nel 2021 è salito alla ribalta in Slovacchia e in Repubblica Ceca vincendo il talent show SuperStar, la versione cecoslovacca di Idols. Dopo il trionfo, ha firmato un contratto con Warner Czech Republic e ha iniziato a lavorare al suo album di debutto. In Slovacchia è stato inserito da Forbes nella lista dei 30 Under 30.
Il 20 maggio 2022 ha pubblicato il suo singolo solista di debutto, Moving On, sotto il nome d'arte di Adonxs, un riferimento ad Adone, dio greco della bellezza e del desiderio. Il 4 giugno 2022 è stata pubblicata una versione in duetto con la cantante svizzero-slovacca Celeste Buckingham. L'11 giugno, si è esibito al Lovestream Festival come unico artista slovacco nel programma, con Dua Lipa come headliner. Il 19 agosto 2022 ha pubblicato il secondo singolo, Game, seguito il 18 ottobre da Cold Summer. Il suo primo album solista, Age of Adonxs, pubblicato a novembre 2022, è stato riconosciuto dal portale Musicserver come Miglior album dell'anno in Slovacchia. Ai Ruka Hore Awards 2022 è stato nominato Artista dell'anno e Album dell'anno, oltre a vincere il premio Europa 2 Song of the Year. In Repubblica Ceca, Age of Adonxs è stato nominato ai Ceny Anděl come Miglior album slovacco del 2022.
All'inizio del 2023 ha ricevuto due premi musicali Evropa 2 come Miglior artista maschile e Miglior nuovo artista. A maggio 2023, è stato annunciato che avrebbe partecipato al Sziget Festival di Budapest il 13 agosto. L'8 luglio ha cantato al Pohoda Music Festival. Il 28 luglio 2023 ha lanciato il suo quarto singolo, No Common Measure, seguito il 22 novembre da Overthinker. Nel 2024 è stato nominato alla cerimonia dei Crystal Wing Awards 2023 nella categoria pop. Il 15 marzo 2024 ha pubblicato la sua prima canzone in lingua slovacca, Sám.
L'11 dicembre 2024, l'emittente televisiva ceca ČT ha annunciato di aver selezionato internamente Adonxs per rappresentare la Repubblica Ceca all'Eurovision Song Contest 2025 a Basilea, con l'inedito Kiss Kiss Goodbye. Nel maggio successivo, si è esibito durante la seconda semifinale della manifestazione europea, non riuscendo però a qualificarsi per la finale.

## Stile musicale
Adonxs possiede una voce da basso profondo, il registro maschile più grave e profondo, ma la sua estensione vocale raggiunge anche il tenore, il registro maschile più alto. Nella musica pop, dominata dai tenori, la sua voce bassa è insolita, anche se non ha mai desiderato una carriera come cantante lirico. La sua voce è stata descritta come "vellutata" e "facilmente riconoscibile", i suoi vocalizzi come "profondamente sentiti" e "struggenti", mentre le sue canzoni sono state definite "atmosferiche" e "simili a colonne sonore cinematografiche".
Il suo stile di scrittura è narrativo, con testi autobiografici che trattano temi come l'amore per se stessi, il desiderio sessuale, il peccato, la confusione, la dedizione, la solitudine e il lasciar andare il passato.
Cresciuto con artisti come Queen, Prince, Elton John, Seal e Depeche Mode, la sua musica è stata influenzata da artisti come Aurora, Sevdaliza, Sufjan Stevens, London Grammar, Josef Salvat, Lorde, Birdy e Florence and the Machine.
In un'intervista per Esquire, ha definito il suo stile come ispirato al glam degli anni '80 e influenzato dalla cultura queer pop londinese. Elle lo ha definito un "re queer", mentre Musicserver lo ha paragonato musicalmente a James Blake e Woodkid.

## Vita privata
Pavlovčin, che si è dichiarato gay ai genitori due settimane dopo essersi "follemente innamorato" di un ragazzo all'età di 18 anni, ha descritto gli anni del college come un periodo di "completa liberazione" e "scoperta di sé", con un impatto profondo sulla sua scrittura musicale e sullo sviluppo del suo stile e della sua presenza scenica.
Nel 2016 ha scritto la sua prima canzone, Speechless Boy, e ha pubblicato un videoclip a basso budget che è servito come suo coming out pubblico.

## Filantropia e attivismo
Adonxs è il volto dell'acclamata campagna pubblicitaria Every Love Is Love, che mostra scene in cui bacia un uomo e poi si rivolge alla telecamera, parafrasando 1 Corinzi 13:4-7, un passo biblico sull'amore spesso letto durante le cerimonie nuziali.
Oltre alla campagna, Adonxs ha chiesto una modifica ufficiale della definizione della parola "amore" (láska) nel dizionario slovacco, affinché includa tutte le identità sessuali e di genere. La suddetta edizione del dizionario definiva l'amore come "l'affetto di un individuo di un sesso per un individuo di un altro sesso". L'iniziativa ha avuto un risultato positivo, poiché i linguisti che hanno redatto il dizionario hanno accettato di modificare la definizione.
Nel marzo 2022, ha partecipato a Artists for Ukraine, un'iniziativa per raccogliere fondi per le ONG che forniscono aiuti umanitari ai rifugiati in fuga dall'invasione russa dell'Ucraina, paese confinante con la Slovacchia.
Adonxs ha partecipato alle parate del Pride a Brighton, Bratislava e Praga. Il 14 ottobre 2022, ha preso parte a una marcia di protesta in memoria di due vittime queer di un attacco terroristico fuori da un bar LGBT a Bratislava, compiuto da un adolescente radicalizzato con ideologie anti-LGBT e antisemite. Rivolgendosi alla folla, ha esortato il pubblico a "seminare amore, empatia e umiltà".
All'inizio del 2023, ha ricevuto un premio Cena Inakosti per il suo attivismo nel panorama LGBTQ+.

## Discografia

### Da solista

#### Album in studio
- 2022 – Age of Adonxs

#### Raccolte
- 2021 – Adam Pavlovčin SuperStar 2021

#### Ep
- 2025 – Acoustic Sessions

#### Singoli
- 2022 – Moving On
- 2022 – Game
- 2022 – Cold Summer
- 2023 – No Common Measure
- 2023 – Overthinker
- 2024 – Sám
- 2024 – Intergalactic Rodeo
- 2025 – Kiss Kiss Goodbye

### Con i Pace

#### Album in studio
- 2018 – Keeper

#### Singoli
- 2019 – Hunt Me Down
- 2020 – Fallen

## Riconoscimenti
- Ceny Inakosti
  - 2022 – Premio alla visibilità positiva

- Ceny Anděl
  - 2022 – Candidatura al miglior album slovacco per Age of Adonxs

- Crystal Wing Awards
  - 2023 – Candidatura nella categoria pop

- Evropa 2 Music Awards
  - 2022 – Miglior artista maschile
  - 2022 – Miglior artista emergente
  - 2022 – Candidatura alla canzone dell'anno per Moving On

- Ruka Hore Awards
  - 2021 – Candidatura al miglior artista emergente
  - 2022 – Europa 2 Song of Year per Game
  - 2022 – Candidatura all'artista dell'anno
  - 2022 – Candidatura all'album dell'anno per Age of Adonxs

- SOWA
  - 2022 – Candidatura nella categoria musica